# Letní album
Letní album (německy Das Sommeralbum) je německý rodinný film z roku 1992 režírovaný Kaiem Wesselem.

## Děj
Malá Josefína a její rodina jedou v létě k Baltskému moři. Josefinini bratři jsou již starší, takže se jí nechtějí věnovat, a Josefina se tak toulá sama. Jednoho dne dostane fotoaparát, s jehož pomocí si začne tvořit své vlastní album.

## Obsazení
| Hanna Mattes         | Josefína              |
| Eva Mattes           | Josefinina matka      |
| Wanja Mues           | Zacharias von Stern   |
| Jan Hinrichsen       | Bartholomäus          |
| Michael Lampert      | Josefinin otec        |
| Gustav-Peter Wöhler  | Otto                  |
| Janna Arsenjewa      | Dáša                  |
| Valeri Kuksin        | Vesper                |
| Brigitte Janner      | paní von Wahlová      |
| Aurostunas Venskunas | pan von Wahl          |
| Charlotte Oszkinat   | Marie-Alice           |
| Benjamin Kleiner     | doktor                |
| Galina Pawlowa       | slečna Krusensternová |